# Hernán (serie televisiva)
Hernán è una serie televisiva spagnola-messicana ispirata alla vita del conquistador Hernán Cortés nel periodo in cui sottomise l'Impero azteco.

## Episodi
| Stagione       | Episodi | Pubblicazione |
| -------------- | ------- | ------------- |
| Prima stagione | 8       | 2019          |

## Produzione
La prima stagione è stata girata dal 25 febbraio 2019 a Città del Messico e in diverse altre parti del Messico per ricreare fedelmente l'ormai estinta città di Tenochtitlan. Per la trama e la sceneggiatura della serie sono state studiate fonti primarie come codici, lettere di relazione e scritti realizzati dai primi storiografi del XVI e XVII secolo. Lo studio è stato anche aiutato dall’Instituto Nacional de Antropología e Historia (INAH) per rendere la trama più veritiera possibile. Poiché la maggior parte degli attori che hanno interpretato i personaggi indigeni non conoscevano le lingue maya yucateco e nahuatl, hanno dovuto seguire lezioni apposite per sette mesi. Gli effetti visivi sono opera dello studio El Ranchito, mentre ogni episodio è costato circa 1500000.

## Riconoscimenti
- 2020 – Unión de Actores y Actrices[2]
  - Miglior attore in una produzione internazionale a Óscar Jaenada
- 2020 – Premios Platino
  - Candidatura al miglior attore in una miniserie o serie televisiva a Óscar Jaenada